# Cyclosorus subacutus
Cyclosorus subacutus är en kärrbräkenväxtart som beskrevs av Ren-Chang Ching. Cyclosorus subacutus ingår i släktet Cyclosorus och familjen Thelypteridaceae. Inga underarter finns listade.